# Deuterophoma
Deuterophoma è un genere di funghi imperfetti appartenente ai Coelomycetes. Secondo l'EPPO Plant Protection Thesaurus, il genere si può ricondurre agli ascomiceti.

## Specie
- Deuterophoma celtidis
- Deuterophoma corni
- Deuterophoma philadelphi
- Deuterophoma tracheiphila
- Deuterophoma ulmi